# Ellie Reeves
Ellie Reeves właściwie Eleanor Claire Reeves (ur. 11 grudnia 1980 w Beckenham) – brytyjska polityczka Partii Pracy, deputowana Izby Gmin, siostra Rachel, żona Johna Cryera.

## Działalność polityczna
Od 8 czerwca 2017 reprezentuje okręg wyborczy Lewisham West and Penge w brytyjskiej Izbie Gmin.